# PVRIS
I PVRIS (leggasi Paris) sono un gruppo musicale statunitense, formatosi a Lowell, Massachusetts, nel 2012.
La band, ora progetto solista di Lynn Gunn (nome d'arte di Lyndsey Gunnulfsen), era stata originalmente fondata con il nome "Paris", che è stato successivamente cambiato in "PVRIS" nell'estate 2013 per motivi legali.
Dalla loro formazione hanno pubblicato un EP omonimo (sotto il nome "Paris"), un EP acustico e il loro album di debutto White Noise, pubblicato ufficialmente il 4 novembre 2014. Nell'agosto del 2017 è uscito il loro secondo album, All We Know Of Heaven, All We Need Of Hell. Il 25 ottobre 2019 è stato pubblicato l'EP Hallucinations, contenente cinque tracce.

## Storia del gruppo

### Gli inizi (2012-2013)
Il gruppo viene fondato nel 2012 da Lyndsey Gunnulfsen (voce e chitarra), Brad Griffin (batteria) e Kyle Anthony (voce non pulita, tastiera), ex membri della band "Operation Guillotine", gruppo metalcore scioltosi nel 2011, che aveva prodotto soltanto alcune demo. Alla formazione si sono uniti Alex Babinski, ex membro degli I Am the Fallen, alla chitarra, e Brian MacDonald al basso. Poco dopo la formazione Kyle Anthony abbandona il gruppo.
Nel marzo 2013, ancora sotto il nome "Paris", la band pubblica il suo EP omonimo. In un'intervista Lynn Gunn ha affermato che il gruppo aveva lavorato a un ulteriore EP in precedenza, che però, per decisione della band stessa, non è mai stato pubblicato. Durante la primavera dello stesso anno i PVRIS si esibiscono in numerosi show. In questo periodo, inoltre, prendono parte a un mini tour con i Love, Robot.

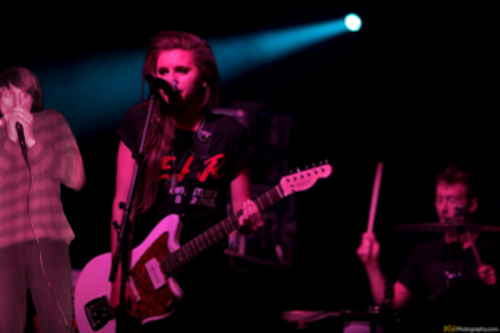
La band in concerto nel 2012

Nell'estate 2013 i PVRIS riescono a guadagnarsi la possibilità di esibirsi a due date del Warped Tour, ed è proprio in quel periodo che la band firma un primo contratto con l'etichetta discografica Tragic Hero Records e cambia il nome da "Paris" a "PVRIS" per motivi legali.

### White Noise(2014-2016)
Al termine del The Rise Up Tour a cui avevano preso parte verso la fine del 2013, il batterista Brad Griffin si separa dal gruppo, che rimane un trio.
In questo periodo i PVRIS informano i fan che presto torneranno in studio per la registrazione di nuovo materiale. Nel dicembre dello stesso anno iniziano le registrazioni del loro primo album White Noise, in collaborazione con Blake Harnage e Sierra Kay dei Versa, che contribuiranno alla composizione e alla pruduzione.
Il 1º aprile 2014 i PVRIS pubblicano il loro EP acustico Acoustic, mentre a giugno annunciano di aver firmato un nuovo contratto discografico con la Velocity Records, sottogruppo della Rise Records, diventando così a tutti gli effetti la prima e unica band dell'etichetta capitanata da una frontwoman. Nello stesso mese viene pubblicato il brano St. Patrick, primo singolo estratto dal loro nuovo album, accompagnato dal relativo video musicale.
Nell'agosto dello stesso anno viene pubblicata su iTunes la versione del singolo St. Patrick registrata durante una delle "The Empty Room Sessions", performance della quale, a luglio, era stato precedentemente pubblicato un video.
A settembre viene pubblicato il brano My House, accompagnato dal rispettivo video musicale, come secondo singolo dell'album White Noise, che viene pubblicato il 4 novembre 2014, mentre il trio è impegnato come band di supporto per i Mayday Parade, i Tonight Alive e i Major League nel corso dell'Honey Moon Tour.

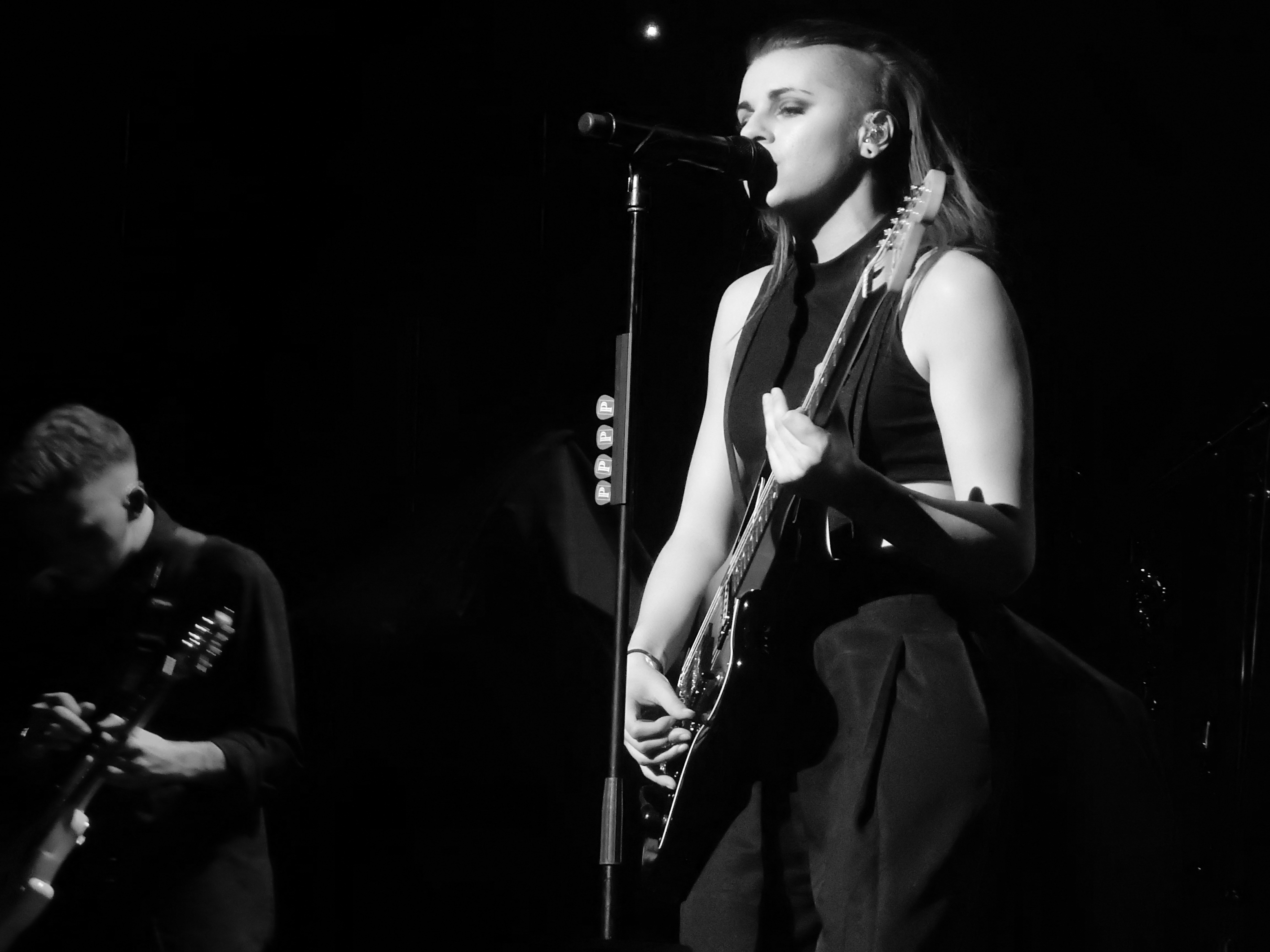
La band in concerto nel 2016

Il 22 giugno 2015 i PVRIS pubblicano la loro cover della canzone Chandelier di Sia, contenuta nella versione deluxe della compilation Punk Goes Pop 6.
Il 22 febbraio 2016, dopo aver pubblicato uno dietro l'altro i video musicali di Smoke, Ghosts, Let Them In, Eyelids e Mirrors (portando a termine così l'obiettivo di realizzare un video musicale per ogni canzone presente in White Noise), i PVRIS rendono disponibile per il preordine la versione deluxe del loro primo album, contenente tre nuove tracce, e pubblicano il video musicale del loro nuovo singolo You and I.

### All We Know Of Heaven, All We Need Of Hell(2016-2018)
Nell'agosto 2016 i PVRIS annunciano di avere in programma di recarsi a Utica, New York, per iniziare le registrazioni del loro nuovo album in uno studio di registrazione che era precedentemente una chiesa ritenuta infestata.
Il 13 febbraio 2017 confermano che le registrazioni del loro secondo album sono terminate.
Il 20 febbraio la band annuncia un nuovo mini-tour europeo.
Il 17 marzo 2017 viene pubblicata la canzone Fire That Burns dei Circa Waves nella versione duetto con i PVRIS. La seconda parte della canzone è infatti cantata da Lynn.
Il 28 aprile 2017 il canale YouTube della Rise Records pubblica un video-anteprima dal titolo All We Know of Heaven, All We Need of Hell, video di presentazione del nuovo album della band.
Il 30 aprile i PVRIS presentano il loro nuovo singolo intitolato Heaven durante la trasmissione radiofonica BBC's Radio 1 Rock Show.
Il 1º maggio 2017 viene pubblicato il singolo Heaven con il rispettivo video musicale, viene annunciato che il nuovo album sarà intitolato All We Know Of Heaven, All We Need Of Hell e che viene successivamente pubblicato il 4 agosto 2017.
Durante il tour europeo che li ha tenuti impegnati nella prima metà di maggio hanno eseguito live in anteprima Half, un brano che sarà presente nel nuovo album.
Il 13 maggio viene pubblicato il singolo What's Wrong, presentato per la prima volta durante la trasmissione radiofonica Annie Mac's BBC Radio 1.
Il 13 luglio viene pubblicata ufficialmente anche Half. Il giorno seguente viene pubblicato il video ufficiale della stessa.

### HallucinationseUse Me(2019-2020)
Il 26 aprile 2019 i PVRIS collaborano con i The Aces per un remix del loro singolo Last One. Successivamente, la band annuncia di aver firmato con contratto discografico con Warner Music Group e pubblica il singolo Death Of Me, primo estratto dall'EP Hallucinations. L'EP viene pubblicato nell'ottobre successivo, preceduto anche dalla title track in qualità di secondo singolo. Per i singoli vengono realizzati dei videoclip musicali molto eclettici e visionari, in linea con il concept del disco. Segue un impegno live come opener di Halsey durante il suo Manic World Tour; anche il cantante e rapper Blackbear fa da opener durante il medesimo tour.
Il 4 marzo 2020 il gruppo lancia il singolo Dead Weight ed annuncia la pubblicazione dell'album Use Me, pubblicato il 28 agosto 2020. Il 26 agosto 2020 la band annuncia che il chitarrista Alex Babinski non è più un componente del gruppo a causa di accuse di molestie sessuali che gli sono state rivolte.

### Nuova etichetta edEvergreen(2021-presente)
Nel 2021 escono i singoli Monster e My Way.
Il 21 ottobre 2022 escono i singoli Anywhere but Here e Animal, annunciando il passaggio all'etichetta Hopeless Records.
Il 30 marzo 2023 viene annunciato il quarto album in studio Evergreen, previsto per il 14 luglio 2023. Dall'album vengono pubblicati nel 2023 anche i singoli Goddess, Good Enemy, Love Is A… e la traccia eponima Evergreen.

## Stile musicale
Timothy Monger di AllMusic descrive la musica dei PVRIS come "un'unione di musica elettronica vaga, sognante, con un rock dark caratterizzato da beats". Rob Sayce di Rock Sound la descrive come "un mix pop-elettronico dark e rock da stadio".
Il loro album di debutto è stato definito post-hardcore, pop, ma anche rock psichedelico e synth pop.

## Formazione

### Formazione attuale
- Lyndsey "Lynn Gunn" Gunnulfsen – voce (2012-presente), tutti gli strumenti (2023-presente); chitarra ritmica, tastiera, pianoforte, sintetizzatore, programmazione (2012–2023), batteria (2013–2023)

### Ex componenti
- Kyle Anthony – voce death, tastiera (2012)
- Brad Griffin – batteria, cori (2012-2013)
- Alex Babinski – chitarra solista, tastiera (2012-2020)

Turnisti
- Denny Agosto – batteria (2020–presente)
- Brian MacDonald – basso, tastiera (2023-presente; 2012-2023 nella formazione stabile)
- Justin Nace – batteria (2013-2020)[41]

## Discografia

### Album in studio
| Anno | Album | Posizione in classifica | Posizione in classifica | Posizione in classifica | Posizione in classifica | Posizione in classifica | Posizione in classifica |
| Anno | Album | USA                     | USA Alt.                | USA Indie.              | USA Rock                | UK                      | UK Rock                 |
| ---- | --- | ----------------------- | ----------------------- | ----------------------- | ----------------------- | ----------------------- | ----------------------- |
| 2014 | White Noise - Pubblicazione: 4 novembre - Etichetta: Rise/Velocity Records - Formati: CD, LP, download digitale                     | 88                      | 6                       | 10                      | 14                      | 55                      | 13                      |
| 2017 | All We Know of Heaven, All We Need of Hell - Pubblicazione: 8 agosto - Etichetta: Rise Records - Formati: CD, LP, download digitale | 41                      | 3                       | -                       | -                       | 4                       | -                       |
| 2020 | Use Me - Pubblicazione: 28 agosto - Etichetta: Warner Records - Formati: CD, LP, download digitale                                  | 155                     | -                       | -                       | -                       | 14                      | -                       |
| 2023 | Evergreen - Pubblicazione: 14 luglio - Etichetta: Hopeless Records - Formati: CD, LP, MC, download digitale                         | -                       | -                       | -                       | -                       | -                       | -                       |

### EP
- 2013 – Paris (pubblicato con il nome "Paris")
- 2014 – Acoustic
- 2019 – Hallucinations

### Singoli
- 2012 – The Heartless (feat. Josh Herzer)
- 2014 – Waking Up
- 2014 – St. Patrick
- 2014 – My House
- 2016 – You and I
- 2017 – Heaven
- 2017 – What's Wrong
- 2017 – Anyone Else
- 2017 – Same Soul
- 2019 – Death of Me
- 2019 – Hallucinations
- 2019 – Old Wounds
- 2020 – Dead Weight
- 2020 – Gimme a Minute
- 2021 – Monster
- 2021 – My Way
- 2022 – Animal
- 2022 – Anywhere but Here
- 2023 – Goddess
- 2023 – Good Enemy
- 2023 – Love is a...
- 2023 – Evergreen

## Premi e nomination
| Anno | Evento                         | Categoria                          | Esito           |
| ---- | ------------------------------ | ---------------------------------- | --------------- |
| 2018 | Rock Sound Awards              | Rock Sound Icon                    | Vincitore/trice |
| 2017 | Alternative Press Music Awards | Best Vocalist (a Lynn Gunn)        | Vincitore/trice |
| 2017 | Alternative Press Music Awards | Most Dedicated Fanbase             | Candidato/a     |
| 2016 | Kerrang! Awards                | Best International Band            | Candidato/a     |
| 2016 | Alternative Press Music Awards | Most Dedicated Fanbase             | Candidato/a     |
| 2016 | Alternative Press Music Awards | Artist of the Year                 | Candidato/a     |
| 2015 | Kerrang! Awards                | Best International Newcomer        | Vincitore/trice |
| 2015 | Alternative Press Music Awards | Best Vocalist (a Lynn Gunn)        | Candidato/a     |
| 2015 | Alternative Press Music Awards | Best Music Video (per St. Patrick) | Candidato/a     |
| 2015 | Alternative Press Music Awards | Song of the Year (per My House)    | Candidato/a     |
| 2015 | Alternative Press Music Awards | Breakthrough Band                  | Vincitore/trice |